# Sezonsko shranjevanje toplotne energije
Sezonsko shranjevanje toplotne energije (ang. Seasonal thermal energy storage - STES) je način shranjevanja toplotne energije za uporabo nekaj mesecev kasneje. V toplih mesecih se toplotno energijo iz sončnih kolektorjev ali pa odpadno toploto iz klimatskih naprav shrani v velikem rezervoraju in se jo potem uporabi v hladnejših mesecih za ogrevanje. Rezervoar (zalogovnik) je po navadi nameščen pod zemljo, ima sorazmerno veliko kapaciteto in dobro izolacijo. Za črpanje toplote iz rezervoarja se lahko uporabi tudi toplotno črpalko.